# Slam Tilt
Slam Tilt è un videogioco del genere simulatore di flipper pubblicato nel 1996 da 21st Century Entertainment per Amiga 1200. Nel 1997 ha ricevuto una conversione per Microsoft Windows dal titolo Slam Tilt Pinball.
Nel 1999 uscì anche Slam Tilt Resurrection, un seguito per Windows dotato di 3D.

## Modalità di gioco
Nel videogioco si possono selezionare quattro diversi tavoli di gioco. 
- The Pirate: si impersona un pirata, impegnato in varie scorribande.
- Mean Machines: gare automobilistiche di vario tipo.
- Night of the Demon: un tavolo in stile horror
- Ace of Space: Fantascienza. Viaggi spaziali.